# Isigaki
Isigaki (japánul 石垣島 [Isigaki-dzsima], Hepburn-átírással Ishigaki-jima, jaejamaiul Ishanagï, okinavaiul Ishigachi) Japánhoz tartozó sziget az ország déli részén, Okinava prefektúrában. A sziget a Rjúkjú-szigetek, azon belül a Jaejama-szigetek tagja a Csendes-óceán északnyugati részén, a Kelet-kínai-tenger és a Filippínó-tenger határán. A harmadik legnagyobb sziget a prefektúrában Okinava és Iriomote után.